# Anticorpi antifosfolipidi
Gli anticorpi antifosfolipidi sono autoanticorpi (anticorpi prodotti in modo erroneo dall'organismo contro sue stesse componenti) diretti contro le proteine che legano i fosfolipidi anionici della cellula.
Questi anticorpi possono essere collegati ad alcune manifestazioni cliniche quali trombosi (arteriose o venose), aborti ricorrenti, ridotto numero di piastrine. A seconda della sede in cui la trombosi si verifica possono presentarsi problemi neurologici, cardiaci, renali, cutanei e a carico di qualunque distretto corporeo. Lo spettro delle complicanze potenzialmente collegate alla presenza di anticorpi antifosfolipidi si sta estendendo con il progredire degli studi clinici.
Gli anticorpi posti più frequentemente in relazione con la sindrome da anticorpi antifosfolipidi (SAFL) sono gli anticorpi anti-cardiolipina, il LAC (anticoagulante lupico), gli anti-beta2 glicoproteina I.
La presenza di esami positivi non significa che necessariamente si svilupperanno sintomi; perché ci sia diagnosi di SAFL, infatti, sono indispensabili anche dei criteri clinici specifici (ossia la presenza di alcune manifestazioni di malattia). 